# Brøndby Strand Station
Brøndby Strand Station er en station på Køge Bugt-banen, og er dermed en del af Københavns S-togs-netværk.

## Antal rejsende
Ifølge Østtællingen var udviklingen i antallet af dagligt afrejsende med S-tog:
| År   | Antal | År   | Antal | År   | Antal | År   | Antal |
| ---- | ----- | ---- | ----- | ---- | ----- | ---- | ----- |
| 1957 | -     | 1974 | 1.887 | 1991 | 2.607 | 2001 | 2.781 |
| 1960 | -     | 1975 | 1.831 | 1992 | 2.455 | 2002 | 2.555 |
| 1962 | -     | 1977 | 2.143 | 1993 | 2.528 | 2003 | 2.914 |
| 1964 | -     | 1979 | 2.722 | 1995 | 2.613 | 2004 | 2.724 |
| 1966 | -     | 1981 | 2.973 | 1996 | 2.641 | 2005 | 2.824 |
| 1968 | -     | 1984 | 2.821 | 1997 | 2.597 | 2006 | 2.608 |
| 1970 | -     | 1987 | 2.656 | 1998 | 2.971 | 2007 | 2.335 |
| 1972 | 1.254 | 1990 | 2.556 | 2000 | 2.795 | 2008 | 2.247 |